# Bokermannia
Bokermannia là một chi bọ cánh cứng trong họ Meloidae.
Chi này được miêu tả khoa học năm 1963 bởi Martinez.

## Các loài
Chi này gồm các loài:
- Bokermannia aristotelesi Martinez, 1963